# Coronación de Carlomagno
La coronación de Carlomagno es una pintura italiano renacentista Rafael. Aunque se cree que Rafael hizo los dibujos para la composición, el fresco fue probablemente pintado por Gianfrancesco Penni o Giulio Romano. La pintura forma parte del encargo recibido por Rafael para decorar las habitaciones que hoy se conocen como Stanze di Raffaello, en el Palacio Apostólico en el Vaticano. Está ubicado en la habitación que recibió su nombre de El incendio del Borgo, la Stanza dell'incendio del Borgo. 
La pintura muestra cómo Carlomagno fue coronado Imperator Romanorum por el papa León III (pontífice de 795 a 816) en la basílica de San Pedro durante la Navidad del año 800. Es bastante probable que el fresco se refiera al Concordato de Bolonia, acordado entre la Santa Sede y el reino de Francia el 2 de octubre de 1515, puesto que León III es de hecho un retrato de León X y Carlomagno un retrato de Francisco I. A través de ese tratado, Francisco I se comprometía a defender la Iglesia. El Papa regresó a Roma el 28 de febrero de 1516, por lo que el proyecto de la obra tuvo que ser posterior a esa fecha.
La escena está compuesta en dos planos diferentes. El primer término está poblado de figuras que miran expectantes lo que ocurre en el segundo, que es la coronación. Al fondo, una pequeña ventana permite que penetre la luz en la estancia. 
En la parte inferior, entre las dos puertas, se ha pintado una inscripción en la que se lee «CAROLVS MAGNUS RO. ECCLESIAE CLYPEVSQUE».